# Giuliana Rancic
Giuliana DePandi (Nápoles, Italia; 17 de agosto de 1974 conocida artísticamente como Giuliana Rancic, es una periodista y conductora de televisión italiana con nacionalidad estadounidense. Rancic fue una de las presentadoras de E! News, el programa de noticias del espectáculo de la cadena E!. 
Adicionalmente a su trabajo permanente en las noticias, Rancic a menudo es coanfitriona de las «alfombras rojas» de diversas ceremonias de premios que trasmite E!, como los Globos de Oro y los Óscar. El 13 de marzo de 2006, ingresó como conductora de E! News junto a Ryan Seacrest. Ella es la creadora y productora ejecutiva de Celebrity Rap Superstar de MTV, programa que debutó en 2007. También tuvo una breve aparición en la película Bring it on: Fight to the Finish. Actualmente, trabaja en el programa televisivo de E! Entertainment Television, Fashion Police.

## Biografía
Giuliana nació en Nápoles, Italia y se mudó a Estados Unidos a los 7 años de edad. Se crio en el área metropolitana de Washington D. C. Se graduó en la Walt Whitman High School (Bethesda MD), recibió su título de grado en Periodismo de la Universidad de Maryland, y un máster en periodismo de la Universidad Americana. Su padre, Eduardo DePandi, es sastre. La familia DePandi es propietaria Bruno Cipriani, una tienda de ropa masculina de alta calidad en el centro comercial White Flint de North Bethesda, Maryland. Tiene una hermana, Mónica, y un hermano cantante de ópera, Pasquale DePandi.[cita requerida]
Antes de casarse con Bill Rancic tuvo una breve relación con el actor Jerry O'Connell durante cerca de un año.
El 16 de diciembre de 2006, ella y su pareja Bill Rancic anunciaron su compromiso. La pareja se casó el 1 de septiembre de 2007 en una ceremonia en la Iglesia de Santa Sofía en la isla de Capri.
A finales de octubre de 2011, Giuliana dio una entrevista en Good Morning America haciendo el impactante anuncio de que sufría cáncer de seno. Tomó un receso de E! News para dedicarse a su tratamiento.
En abril de 2012 anunció que espera un hijo con su marido Bill Rancic a través de un vientre de alquiler.

## Televisión
En agosto del 2009, Giuliana y su esposo, Bill Rancic, celebraron el estreno de su propio programa de telerrealidad, titulado Giuliana & Bill, por la cadena "Style". Ella también apareció en el programa Dress My Nest de la cadena "Style" el año 2008.
Tuvo una breve aparición en la película Los 4 fantásticos como reportera.

## Premios
Obtuvo el lugar número 94 en la lista de las 100 mujeres más atractivas de Maxim del año 2004.

## Libros
- 2006,  Think Like a Guy: How to Get a Guy by Thinking Like One ISBN 0-312-35437-1